# Elecciones regionales y municipales de Perú de 2014
Las elecciones regionales y municipales de Perú de 2014 se llevaron a cabo el domingo 5 de octubre de 2014 en todo el país, eligiendo autoridades para el período 2015-2018. Fueron convocadas por el presidente Ollanta Humala mediante Decreto Supremo N° 009-2014-PCM (24 de enero de 2014). Se sometieron a elección 25 presidencias regionales, 195 alcaldías provinciales y 1643 distritales. El domingo 7 de diciembre de 2014 se llevó a cabo la segunda vuelta regional.
Los movimientos regionales se alzaron nuevamente como los vencedores de esta elección. Superaron el número de alcaldías provinciales y alcaldías distritales obtenido en la elección anterior. En diez regiones se impusieron en todas las provincias, desplazando totalmente de la competencia efectiva a los partidos nacionales. No obstante, estos últimos comenzaron a mostrar una cierta competitividad regional, tendencia que se acentuaría en la siguiente elección.
Los resultados regionales confirmaron el ascenso de Alianza para el Progreso y Fuerza Popular, que obtuvieron cinco de las seis gobernaciones ganadas por los partidos políticos. El Partido Aprista Peruano no obtuvo ninguna gobernación por primera vez desde la creación de los gobiernos regionales. Acción Popular y Somos Perú también perdieron las gobernaciones que ostentaban. Democracia Directa obtuvo la gobernación de Madre de Dios.
Los resultados municipales confirmaron la victoria de Alianza para el Progreso y Fuerza Popular; ambos agruparon el 50% de alcaldías provinciales y el 40% de alcaldías distritales ganadas por los partidos nacionales. Acción Popular y Somos Perú mantuvieron su presencia territorial e inclusive aumentaron su presencia electoral. El Partido Aprista Peruano continuó con su declive. El oficialista Partido Nacionalista Peruano obtuvo un resultado marginal. Solidaridad Nacional, en torno a la figura de Luis Castañeda, arrasó en Lima.

## Sistema electoral

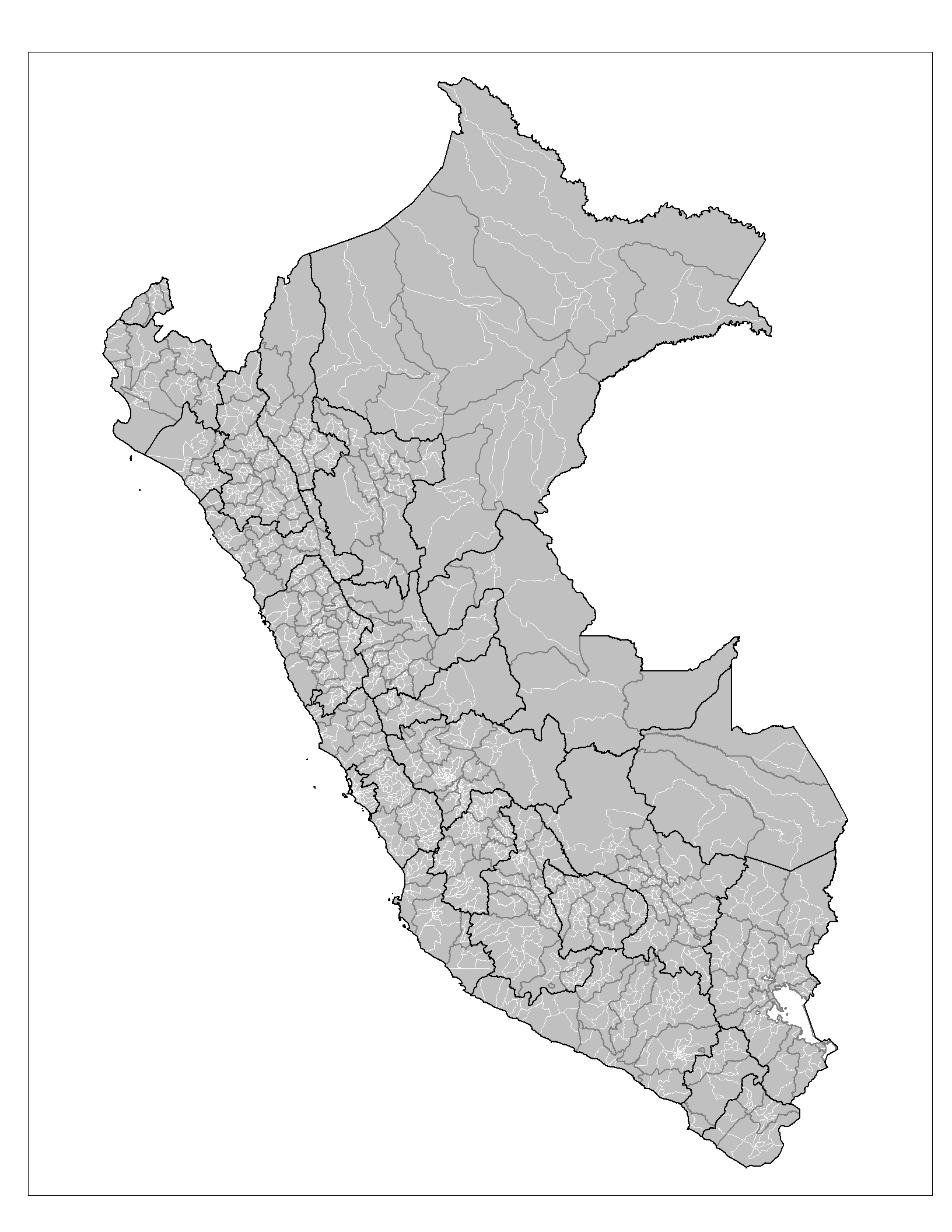
División administrativa del Perú (departamentos, provincias y distritos).

### Generalidades
La República del Perú se divide político‐administrativamente en 24 departamentos, 195 provincias y 1842 distritos. Su administración se encuentra a cargo de los presidentes regionales, los alcaldes provinciales y los alcaldes distritales, respectivamente. Estos cargos son sometidos a elección popular el primer domingo de octubre, cada cuatro años. El sistema electoral encargado de la organización del proceso está conformado por el Jurado Nacional de Elecciones (JNE), la Oficina Nacional de Procesos Electorales (ONPE) y el Registro Nacional de Identificación y Estado Civil (RENIEC). Los partidos políticos, los movimientos regionales y las listas independientes debidamente inscritos en el Registro de Organizaciones Políticas están habilitados para presentar candidatos.

### Elecciones regionales
Los gobiernos regionales constituyen el órgano administrativo y de gobierno de los departamentos del Perú y la Provincia Constitucional del Callao. Están compuestos por el presidente regional, el vicepresidente regional y el Consejo Regional.
La votación se realiza en base al sufragio universal, que comprende a todos los ciudadanos nacionales mayores de dieciocho años, empadronados y residentes en cada departamento y en pleno goce de sus derechos políticos.
El presidente y vicepresidente regional son elegidos por sufragio directo. Para que un candidato sea proclamado ganador debe obtener no menos de 30% de votos válidos. En caso ningún candidato logre ese porcentaje en la primera vuelta electoral, los dos candidatos más votados participan en una segunda vuelta o balotaje.
Los consejos regionales están compuestos por entre 7 y 25 consejeros elegidos por sufragio directo para un período de cuatro (4) años. La votación es por lista cerrada y bloqueada. Cada provincia de cada departamento constituye una circunscripción electoral. Se asigna a la lista ganadora los escaños según el método d'Hondt.

### Elecciones municipales
Las municipalidades provinciales y distritales constituyen el órgano administrativo y de gobierno de las provincias y los distritos del Perú. Están compuestas por el alcalde y el concejo municipal (provincial y distrital).
La votación se realiza en base al sufragio universal, que comprende a todos los ciudadanos nacionales mayores de dieciocho años, empadronados y residentes en la provincia o el distrito y en pleno goce de sus derechos políticos, así como a los ciudadanos no nacionales residentes y empadronados en la provincia o el distrito. No hay reelección inmediata de alcaldes.
Los concejos municipales están compuestos por entre 5 y 15 regidores (excepto el de la provincia de Lima, compuesto por 39 regidores) elegidos por sufragio directo para un período de cuatro (4) años, en forma conjunta con la elección del alcalde (quien preside el concejo). La votación es por lista cerrada y bloqueada. Se asigna a la lista ganadora los escaños según el método d'Hondt o la mitad más uno, lo que más le favorezca.

## Organización y convocatoria
Las elecciones fueron convocadas el 24 de enero de 2014 mediante el Decreto Supremo 009-2014-PCM.
Las candidaturas se deberán inscribir ante el Jurado Nacional de Elecciones por los partidos políticos, movimientos regionales, movimientos vecinales y las alianzas electorales, con 90 días de anticipación a la elección.
El calendario del proceso de electoral de las elecciones regionales y municipales de 2014:
- 24 de enero – Convocatoria a elecciones regionales y municipales 2014.
- 8 de abril – Inicio del período para realizar elecciones internas.
- 7 de junio:
  - Cierre del padrón electoral.
  - Fecha límite para el cierre de inscripción.
- 16 de junio – Cierre del período para realizar elecciones internas.
- 7 de julio:
  - Remisión del padrón electoral.
  - Cierre para la presentación de listas de candidatos.
- 17 de julio – Aprobación del padrón electoral.
- 21 de agosto – Sorteo de miembros de mesa.
- 5 de octubre – Elecciones regionales y municipales del Perú de 2014.
- 7 de diciembre – Segunda elecciones de presidente y vicepresidente regional.[9][10]

## Partidos y líderes
A continuación se muestra una lista de los principales partidos y alianzas electorales que participan en las elecciones:
| Candidatura | Candidatura | Partidos y alianzas                                          | Líderes                    | Líderes                    | Ideología                                                         | Resultado previo | Resultado previo | Resultado previo | Resultado previo |
| Candidatura | Candidatura | Partidos y alianzas                                          | Líderes                    | Líderes                    | Ideología                                                         | Votos (%)        | Gob.             | Prov.            | Dist.            |
| ----------- | ----------- | ------------------------------------------------------------ | -------------------------- | -------------------------- | ----------------------------------------------------------------- | ---------------- | ---------------- | ---------------- | ---------------- |
|             | PPC         | Lista - Partido Popular Cristiano y coaliciones (PPC–x)      |                            | Raúl Castro Stagnaro       | Democracia cristiana Conservadurismo social Liberalismo económico | 13.31%           | 0                | 0                | 30               |
|             | APP         | Lista - Alianza para el Progreso y coaliciones (APP–x)       |                            | César Acuña Peralta        | Liberalismo económico Conservadurismo liberal                     | 7.47%            | 2                | 14               | 77               |
|             | APRA        | Lista - Partido Aprista Peruano y coaliciones (APRA–x)       |                            | Alan García Pérez          | Aprismo                                                           | 5.75%            | 1                | 9                | 125              |
|             | RN          | Lista - Restauración Nacional (RN)                           |                            | Humberto Lay Sun           | Liberalismo económico Humanismo cristiano Evangelismo             | 4.34%            | 0                | 6                | 35               |
|             | AP          | Lista - Acción Popular (AP)                                  |                            | Javier Alva Orlandini      | Partido atrapalotodo                                              | 3.11%            | 1                | 7                | 66               |
|             | SP          | Lista - Somos Perú (SP)                                      |                            | Fernando Andrade Carmona   | Democracia cristiana Conservadurismo social                       | 3.07%            | 1                | 8                | 65               |
|             | FP          | Lista - Fuerza Popular y coaliciones (FP–x)                  |                            | Keiko Fujimori Higuchi     | Fujimorismo Conservadurismo social Populismo de derecha           | 2.40%            | 0                | 5                | 52               |
|             | SU          | Lista - Siempre Unidos (SU)                                  |                            | Felipe Castillo Alfaro     | Partido atrapalotodo                                              | 1.52%            | 0                | 2                | 8                |
|             | PP          | Lista - Perú Posible (PP)                                    |                            | Alejandro Toledo Manrique  | Socioliberalismo Democracia liberal Tercera vía                   | 1.51%            | 0                | 4                | 32               |
|             | DD          | Lista - Democracia Directa (DD)                              |                            | Andrés Alcántara Paredes   | Socialismo Nacionalismo de izquierda Ecologismo                   | 1.05%            | 0                | 0                | 2                |
|             | PHP         | Lista - Partido Humanista Peruano (PHP)                      |                            | Yehude Simon Munaro        | Humanismo Socialismo Ecosocialismo                                | 0.75%            | 0                | 2                | 8                |
|             | UPP         | Lista - Unión por el Perú (UPP)                              |                            | José Vega Antonio          | Liberalismo Progresismo Socialdemocracia                          | 0.66%            | 0                | 2                | 37               |
|             | PNP         | Lista - Partido Nacionalista Peruano (PNP)                   |                            | Nadine Heredia Alarcón     | Nacionalismo Socialdemocracia                                     | 0.16%            | 0                | 0                | 3                |
|             | PPS         | Lista - Perú Patria Segura (PPS)                             |                            | Andrés Reggiardo Sayán     | Conservadurismo liberal Liberalismo económico                     | 0.07%            | 0                | 0                | 0                |
|             | FA          | Lista - Frente Amplio (FA)                                   |                            | Marco Arana Zegarra        | Socialismo Ecologismo Descentralización                           | Nuevo            | Nuevo            | Nuevo            | Nuevo            |
|             | SN          | Lista - Solidaridad Nacional (SN)                            |                            | Luis Castañeda Lossio      | Conservadurismo liberal Liberalismo económico                     | Nuevo            | Nuevo            | Nuevo            | Nuevo            |
|             | VP          | Lista - Vamos Perú y coaliciones (VP–x)                      |                            | Juan Sotomayor García      | Populismo Socialdemocracia                                        | Nuevo            | Nuevo            | Nuevo            | Nuevo            |
|             | IND         | Lista - Movimientos Regionales y listas independientes (IND) | Sin liderazgo centralizado | Sin liderazgo centralizado | Regionalismo Localismo Municipalismo                              | 37.96%           | 16               | 123              | 930              |

## Elecciones regionales

### Sumario general

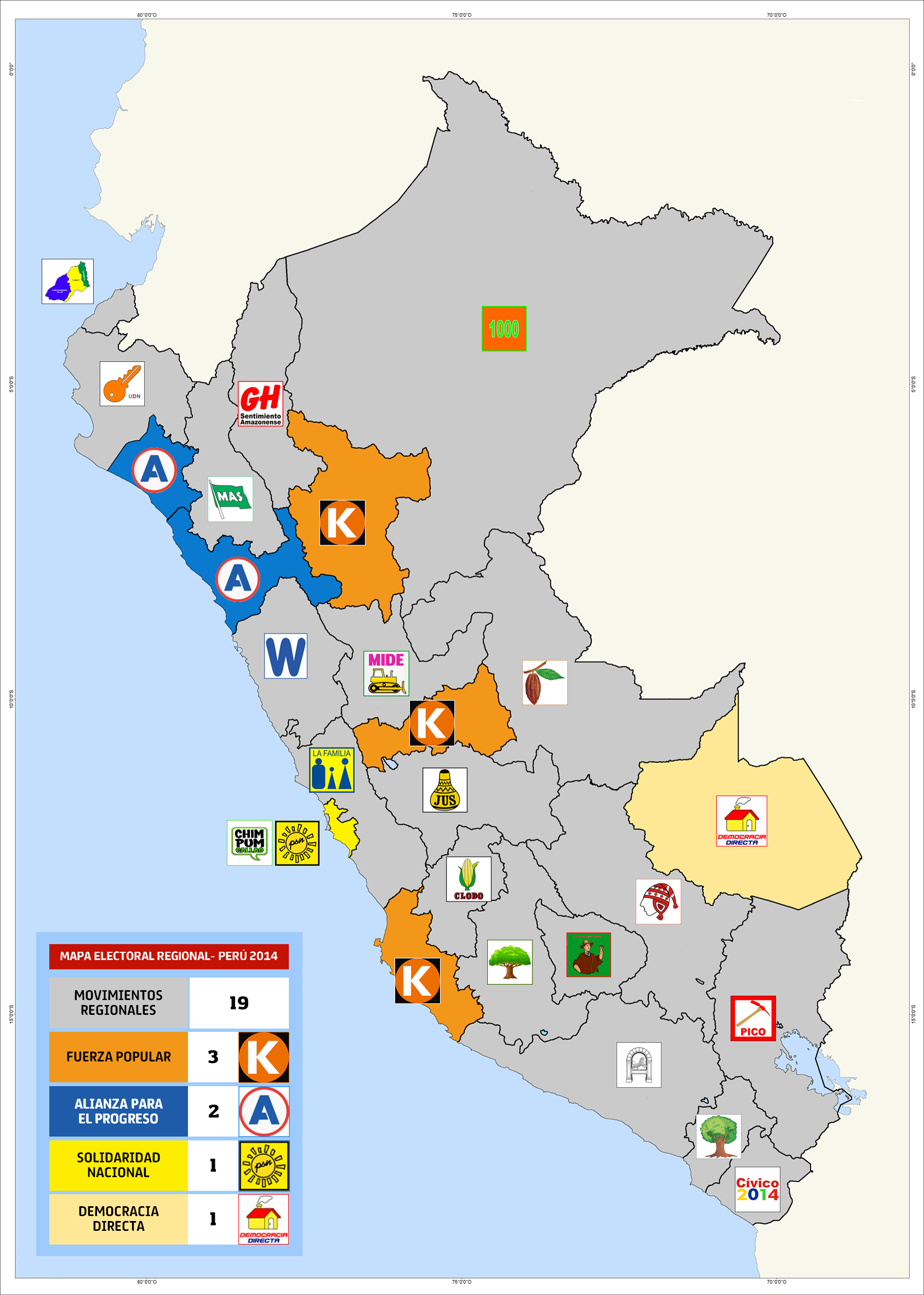
Resultados de las elecciones regionales de Perú de 2014.

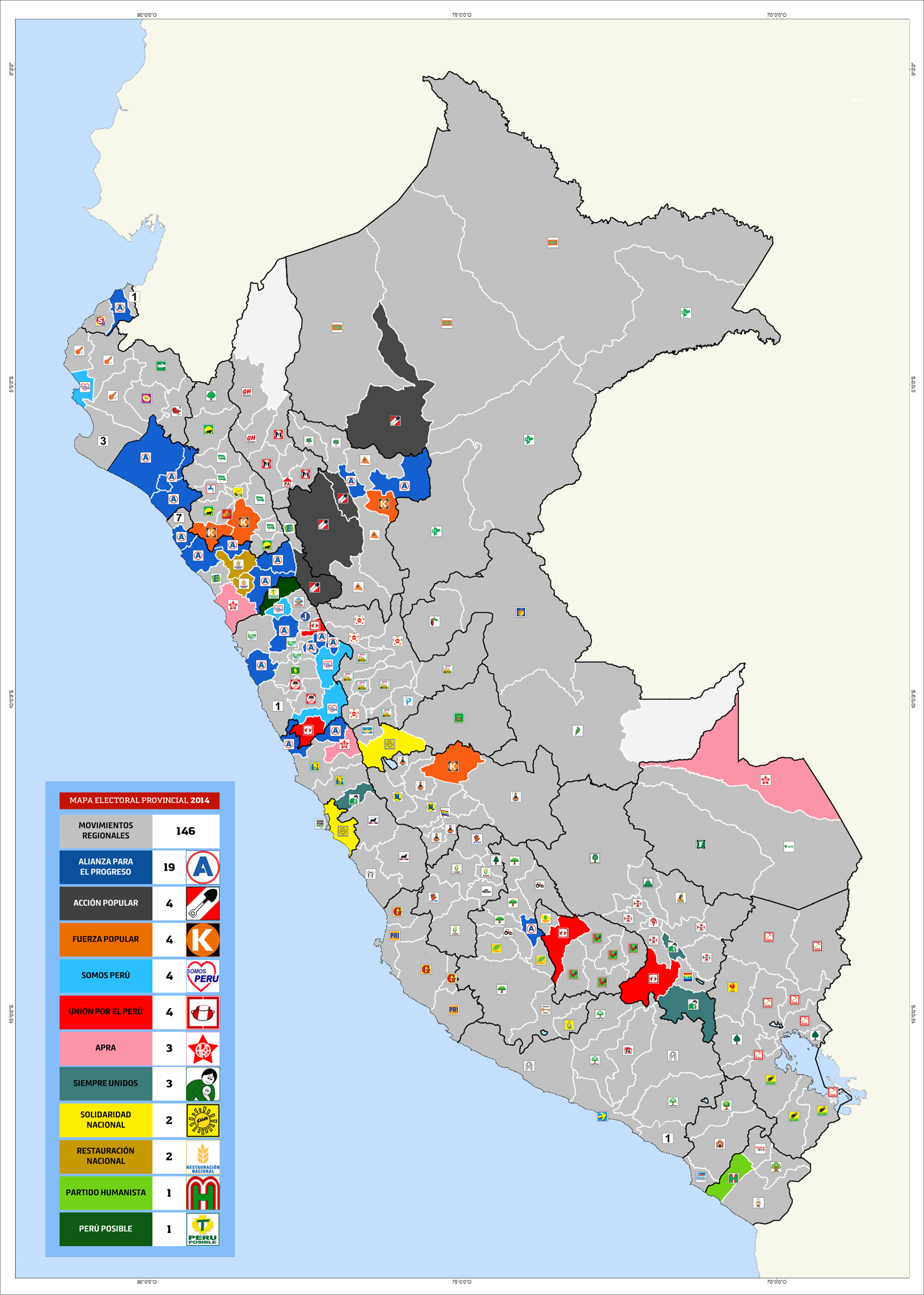
Elecciones municipales provinciales de Perú de 2014.

| | Alianza para el Progreso y coaliciones (APP–x)       | 1,141,914  | 11.31 | +3.84 | 2  | ±0 |  |  |
| Alianza para el Progreso (APP)1 | 1,028,154                                            | 10.18      | +3.54 | 2     | ±0 |    |  |  |
| Alianza para el Progreso de Ayacucho (APP–DIA–FRA)2 | 76,165                                               | 0.75       | +0.03 | 0     | ±0 |    |  |  |
| Alianza para el Progreso de Arequipa (APP–Concertación)3 | 37,595                                               | 0.37       | +0.27 | 0     | ±0 |    |  |  |
| | Fuerza Popular y coaliciones (FP–x)                  | 784,248    | 7.76  | +3.94 | 3  | +3 |  |  |
| Fuerza Popular (FP)4 | 625,822                                              | 6.20       | +3.01 | 3     | +3 |    |  |  |
| Fuerza Popular (FP–CL)5 | 144,279                                              | 1.43       | +0.96 | 0     | ±0 |    |  |  |
| Alianza Hora Cero Fuerza Popular (FP–H)6 | 14,147                                               | 0.14       | –0.03 | 0     | ±0 |    |  |  |
| | Partido Aprista Peruano y coaliciones (APRA–x)       | 693,527    | 6.87  | –3.48 | 0  | –1 |  |  |
| Partido Aprista Peruano (APRA)7 | 562,969                                              | 5.57       | –4.21 | 0     | –1 |    |  |  |
| Juntos por Junín (APRA–CJJ)8 | 84,572                                               | 0.84       | +0.48 | 0     | ±0 |    |  |  |
| Vamos Arequipa (APRA–JxS)9 | 45,986                                               | 0.46       | +0.25 | 0     | ±0 |    |  |  |
| | Vamos Perú y coaliciones (VP–x)                      | 351,612    | 3.48  | Nuevo | 1  | ±0 |  |  |
| Chim Pum Callao (VP–Chim Pum Callao)10 | 200,082                                              | 2.98       | +0.32 | 1     | ±0 |    |  |  |
| Vamos Perú (VP) | 151,530                                              | 1.50       | Nuevo | 0     | ±0 |    |  |  |
| | Acción Popular (AP)                                  | 316,441    | 3.13  | +0.38 | 0  | –1 |  |  |
| | Democracia Directa (DD)11                            | 191,468    | 1.90  | +1.14 | 1  | +1 |  |  |
| | Siempre Unidos (SU)                                  | 113,771    | 1.13  | +1.08 | 0  | ±0 |  |  |
| | Unión por el Perú (UPP)                              | 112,431    | 1.11  | +0.18 | 0  | ±0 |  |  |
| | Partido Humanista Peruano (PHP)12                    | 101,974    | 1.01  | –0.27 | 0  | ±0 |  |  |
| | Somos Perú (SP)                                      | 101,957    | 1.01  | –0.84 | 0  | –1 |  |  |
| | Partido Popular Cristiano (PPC)                      | 59,581     | 0.59  | –0.08 | 0  | ±0 |  |  |
| | Solidaridad Nacional (SN)                            | 59,214     | 0.59  | Nuevo | 0  | ±0 |  |  |
| | Alianza Popular (APRA–RN)13                          | 56,297     | 0.56  | –0.10 | 0  | ±0 |  |  |
| | Frente Amplio (FA)                                   | 50,947     | 0.50  | Nuevo | 0  | ±0 |  |  |
| | Restauración Nacional (RN)14                         | 46,485     | 0.46  | –0.26 | 0  | ±0 |  |  |
| | Perú Posible (PP)12                                  | 36,794     | 0.36  | –1.22 | 0  | ±0 |  |  |
| | Perú Patria Segura (PPS)15                           | 15,573     | 0.15  | +0.12 | 0  | ±0 |  |  |
| | Puerto Callao (PP–PHP)16                             | 10,633     | 0.11  | –0.03 | 0  | ±0 |  |  |
| | Frente Amplio por la Democracia del Callao (FA–DD)17 | 7,224      | 0.07  | –0.08 | 0  | ±0 |  |  |
| | Independientes                                       | 5,848,708  | 57.90 | n/a   | 18 | +2 |  |  |
| |                                                      |            |       |       |    |    |  |  |
| Total | Total                                                | 10,100,799 |       |       | 25 | ±0 |  |  |
| |                                                      |            |       |       |    |    |  |  |
| Votos válidos | Votos válidos                                        | 10,100,799 | 82.35 | +4.75 |    |    |  |  |
| Votos en blanco | Votos en blanco                                      | 1,151,270  | 9.39  | –3.46 |    |    |  |  |
| Votos nulos | Votos nulos                                          | 1,014,232  | 8.27  | –1.28 |    |    |  |  |
| Votos emitidos | Votos emitidos                                       | 12,266,301 | 83.53 | –2.33 |    |    |  |  |
| Abstenciones | Abstenciones                                         | 2,419,011  | 16.47 | +2.33 |    |    |  |  |
| Votantes registrados | Votantes registrados                                 | 14,685,312 |       |       |    |    |  |  |
| |                                                      |            |       |       |    |    |  |  |
| Fuente: |                                                      |            |       |       |    |    |  |  |

Mapa electoral distrital Perú 2014.

| Notas al pie: 1 No incluye resultados en Arequipa y Ayacucho. 2 Comparado con los resultados de Alianza para el Progreso (APP) en Ayacucho en las elecciones de 2010. 3 Comparado con los resultados de Alianza para el Progreso (APP) en Arequipa en las elecciones de 2010. 4 No incluye resultados en Áncash y Lambayeque. 5 Comparado con los resultados de Fuerza Popular (FP) en Lambayeque en las elecciones de 2010. 6 Comparado con los resultados de Fuerza Popular (FP) en Áncash en las elecciones de 2010. 7 No incluye resultados en Arequipa, Cusco y Junín. 8 Comparado con los resultados del Partido Aprista Peruano (APRA) en Junín en las elecciones de 2010. 9 Comparado con los resultados del Partido Aprista Peruano (APRA) en Arequipa en las elecciones de 2010. 10 Comparado con los resultados de Movimiento Independiente Chim Pum Callao (Chim Pum Callao) en las elecciones de 2010. 11 Comparado con los resultados de Fonavistas del Perú (FDP) en las elecciones de 2010. No incluye resultados en Callao. 12 No incluye resultados en Callao. 13 Comparado con los resultados del Partido Aprista Peruano (APRA) y Restauración Nacional (RN) en Cusco en las elecciones de 2010 14 No incluye resultados en Cusco. 15 Comparado con los resultados de Cambio 90 (C90) en las elecciones de 2010. 16 Comparado con los resultados de Perú Posible (PP) en Callao en las elecciones de 2010. 17 Comparado con los resultados de Fonavistas del Perú (FDP) en Callao en las elecciones de 2010. |                                                      |            |       |       |    |    |  |  |
| Notas al pie: |                                                      |            |       |       |    |    |  |  |
| 1 No incluye resultados en Arequipa y Ayacucho. 2 Comparado con los resultados de Alianza para el Progreso (APP) en Ayacucho en las elecciones de 2010. 3 Comparado con los resultados de Alianza para el Progreso (APP) en Arequipa en las elecciones de 2010. 4 No incluye resultados en Áncash y Lambayeque. 5 Comparado con los resultados de Fuerza Popular (FP) en Lambayeque en las elecciones de 2010. 6 Comparado con los resultados de Fuerza Popular (FP) en Áncash en las elecciones de 2010. 7 No incluye resultados en Arequipa, Cusco y Junín. 8 Comparado con los resultados del Partido Aprista Peruano (APRA) en Junín en las elecciones de 2010. 9 Comparado con los resultados del Partido Aprista Peruano (APRA) en Arequipa en las elecciones de 2010. 10 Comparado con los resultados de Movimiento Independiente Chim Pum Callao (Chim Pum Callao) en las elecciones de 2010. 11 Comparado con los resultados de Fonavistas del Perú (FDP) en las elecciones de 2010. No incluye resultados en Callao. 12 No incluye resultados en Callao. 13 Comparado con los resultados del Partido Aprista Peruano (APRA) y Restauración Nacional (RN) en Cusco en las elecciones de 2010 14 No incluye resultados en Cusco. 15 Comparado con los resultados de Cambio 90 (C90) en las elecciones de 2010. 16 Comparado con los resultados de Perú Posible (PP) en Callao en las elecciones de 2010. 17 Comparado con los resultados de Fonavistas del Perú (FDP) en Callao en las elecciones de 2010.               |                                                      |            |       |       |    |    |  |  |

### Resultados por departamento
La siguiente tabla enumera el control partidario en los departamentos del Perú. El cambio de mando de una organización política se resalta del color de ese partido. 
| Departamento  | Presidente(a) titular        | Partido político | Partido político                          | Presidente(a) electo(a)     | Partido político | Partido político                      |
| ------------- | ---------------------------- | ---------------- | ----------------------------------------- | --------------------------- | ---------------- | ------------------------------------- |
| Amazonas      | José Arista Arbildo          |                  | Partido Popular - Juntos por Amazonas     | Gilmer Horna Corrales       |                  | Sentimiento Amazonense Regional       |
| Áncash        | Zenón Ayala López            |                  | Cuenta Conmigo                            | Waldo Ríos Salcedo          |                  | Puro Áncash                           |
| Apurímac      | Elías Segovia Ruiz           |                  | Poder Popular Andino                      | Wilber Venegas Torres       |                  | Fuerza Campesina Regional             |
| Arequipa      | Juan Guillén Benavides       |                  | Partido Nacionalista - Tradición y Futuro | Yamila Osorio Delgado       |                  | Arequipa, Tradición y Futuro          |
| Ayacucho      | Wilfredo Oscorima Núñez      |                  | Alianza para el Progreso                  | Wilfredo Oscorima Núñez     |                  | Alianza Renace Ayacucho               |
| Cajamarca     | Gregorio Santos Guerrero     |                  | Movimiento Nueva Izquierda - MAS          | Gregorio Santos Guerrero    |                  | Movimiento de Afirmación Social       |
| Callao        | Félix Moreno Caballero       |                  | Chim Pum Callao                           | Félix Moreno Caballero      |                  | Vamos Perú - Chim Pum Callao          |
| Cusco         | René Concha Lezama           |                  | Partido Nacionalista - Tawantinsuyo       | Edwin Licona Licona         |                  | Kausachun Cusco                       |
| Huancavelica  | Maciste Díaz Abad            |                  | Trabajando para Todos                     | Glodoaldo Álvarez Oré       |                  | AYLLU                                 |
| Huánuco       | Luis Picón Quedo             |                  | Somos Perú                                | Rubén Alva Ochoa            |                  | Movimiento Integración Descentralista |
| Ica           | Alonso Navarro Cabanillas    |                  | Frente Progresista Iqueño                 | Fernando Cillóniz Benavides |                  | Fuerza Popular                        |
| Junín         | Vladimir Cerrón Rojas        |                  | Movimiento Político Regional Perú Libre   | Ángel Unchupaico Canchumani |                  | Junín Sostenible con su Gente         |
| La Libertad   | José Murgia Zannier          |                  | Partido Aprista Peruano                   | César Acuña Peralta         |                  | Alianza para el Progreso              |
| Lambayeque    | Humberto Acuña Peralta       |                  | Alianza para el Progreso                  | Humberto Acuña Peralta      |                  | Alianza para el Progreso              |
| Lima          | Javier Gonzáles del Valle    |                  | Patria Joven                              | Nelson Chui Mejía           |                  | Concertación para el Desarrollo       |
| Loreto        | Yván Vásquez Valera          |                  | Fuerza Loretana                           | Fernando Meléndez Celis     |                  | Movimiento de Integración Loretana    |
| Madre de Dios | Jorge Aldazabal Soto         |                  | Bloque Popular Madre de Dios              | Luis Otsuka Salazar         |                  | Democracia Directa                    |
| Moquegua      | Martín Vizcarra Cornejo      |                  | Integración Regional Por Ti               | Jaime Rodríguez Villanueva  |                  | Kausachun                             |
| Pasco         | Kléver Meléndez Gamarra      |                  | Todos por Pasco                           | Teódulo Quispe Huertas      |                  | Fuerza Popular                        |
| Piura         | Javier Atkins Lerggios       |                  | Unidos Construyendo                       | Reynaldo Hilbck Guzmán      |                  | Unión Democrática del Norte           |
| Puno          | Mauricio Rodríguez Rodríguez |                  | Proyecto Político AQUÍ                    | Juan Luque Mamani           |                  | Proyecto de la Integración            |
| San Martín    | Javier Ocampo Ruiz           |                  | Nueva Amazonía                            | Víctor Noriega Reátegui     |                  | Fuerza Popular                        |
| Tacna         | Tito Chocano Olivera         |                  | Acción Popular                            | Omar Jiménez Flores         |                  | Movimiento Cívico Peruano             |
| Tumbes        | Gerardo Viñas Dioses         |                  | Luchemos por Tumbes                       | Ricardo Flores Dioses       |                  | Reconstrucción con Obras más Obras    |
| Ucayali       | Jorge Velásquez Portocarrero |                  | Integrando Ucayali                        | Manuel Gambini Rupay        |                  | Cambio Ucayalino                      |

## Elecciones municipales provinciales

### Sumario general
| | Solidaridad Nacional (SN)                            | 2,730,199  | 17.73  | Nuevo  | 2   | +2  |  |  |
| | Partido Aprista Peruano y coaliciones (APRA–x)       | 1,400,076  | 9.09   | +3.17  | 5   | –4  |  |  |
| Partido Aprista Peruano (APRA)1 | 1,325,795                                            | 8.61       | +3.42  | 3      | –5  |     |  |  |
| Juntos por Junín (APRA–CJJ)2 | 66,423                                               | 0.43       | +0.14  | 2      | +1  |     |  |  |
| Vamos Arequipa (APRA–JxS)3 | 7,858                                                | 0.05       | –0.39  | 0      | ±0  |     |  |  |
| | Alianza para el Progreso y coaliciones (APP–x)       | 1,160,529  | 7.53   | +1.96  | 19  | +5  |  |  |
| Alianza para el Progreso (APP)4 | 1,080,152                                            | 7.01       | +1.81  | 18     | +6  |     |  |  |
| Alianza para el Progreso de Ayacucho (APP–DIA–FRA)5 | 57,979                                               | 0.38       | +0.12  | 1      | –1  |     |  |  |
| Alianza para el Progreso de Arequipa (APP–Concertación)6 | 22,398                                               | 0.15       | +0.04  | 0      | ±0  |     |  |  |
| | Fuerza Popular y coaliciones (FP–x)                  | 834,222    | 5.42   | +3.02  | 4   | –1  |  |  |
| Fuerza Popular (FP)7 | 714,674                                              | 4.64       | +2.58  | 4      | –1  |     |  |  |
| Fuerza Popular (FP–CL)8 | 109,482                                              | 0.71       | +0.46  | 0      | ±0  |     |  |  |
| Alianza Fuerza Popular–Hora Cero (FP–H)9 | 10,066                                               | 0.07       | –0.02  | 0      | ±0  |     |  |  |
| | Acción Popular (AP)                                  | 434,327    | 2.82   | –0.29  | 4   | –3  |  |  |
| | Vamos Perú y coaliciones (VP–x)                      | 408,127    | 2.65   | Nuevo  | 1   | ±0  |  |  |
| Vamos Perú (VP) | 206,755                                              | 1.34       | Nuevo  | 0      | ±0  |     |  |  |
| Chim Pum Callao (VP–Chim Pum Callao)10 | 201,372                                              | 1.31       | –0.35  | 1      | ±0  |     |  |  |
| | Somos Perú (SP)                                      | 359,673    | 2.34   | –0.73  | 4   | –4  |  |  |
| | Perú Patria Segura (PPS)11                           | 316,218    | 2.05   | +1.98  | 0   | ±0  |  |  |
| | Partido Popular Cristiano y coaliciones (PPC–x)      | 244,268    | 1.59   | –11.72 | 0   | ±0  |  |  |
| Partido Popular Cristiano (PPC)12 | 235,146                                              | 1.53       | –11.63 | 0      | ±0  |     |  |  |
| Por Todos (PPC–Por Todos)13 | 9,122                                                | 0.06       | –0.09  | 0      | ±0  |     |  |  |
| | Siempre Unidos (SU)                                  | 192,258    | 1.25   | –0.27  | 3   | +1  |  |  |
| | Democracia Directa (DD)14                            | 174,905    | 1.14   | +0.19  | 0   | ±0  |  |  |
| | Partido Humanista Peruano (PHP)15                    | 171,669    | 1.11   | +0.36  | 1   | –1  |  |  |
| | Unión por el Perú (UPP)                              | 154,198    | 1.00   | +0.34  | 4   | +2  |  |  |
| | Frente Amplio (FA)                                   | 92,524     | 0.60   | Nuevo  | 0   | ±0  |  |  |
| | Restauración Nacional (RN)16                         | 81,605     | 0.53   | –3.58  | 2   | –3  |  |  |
| | Alianza Popular (APRA–RN)17                          | 33,796     | 0.22   | –0.09  | 0   | –1  |  |  |
| | Perú Posible (PP)15                                  | 29,088     | 0.19   | –1.22  | 1   | –3  |  |  |
| | Partido Nacionalista Peruano (PNP)                   | 13,226     | 0.09   | –0.07  | 0   | ±0  |  |  |
| | Puerto Callao (PP–PHP)18                             | 8,483      | 0.06   | –0.04  | 0   | ±0  |  |  |
| | Frente Amplio por la Democracia del Callao (FA–DD)19 | 8,010      | 0.05   | –0.05  | 0   | ±0  |  |  |
| | Independientes                                       | 6,554,567  | 42.56  | n/a    | 144 | +21 |  |  |
| | Elecciones municipales complementarias               | n/a        | n/a    | n/a    | 2   | n/a |  |  |
| |                                                      |            |        |        |     |     |  |  |
| Total | Total                                                | 15,401,968 |        |        | 195 | ±0  |  |  |
| |                                                      |            |        |        |     |     |  |  |
| Votos válidos | Votos válidos                                        | 15,401,968 | 86.23  | +2.41  |     |     |  |  |
| Votos en blanco | Votos en blanco                                      | 1,006,355  | 5.63   | –1.99  |     |     |  |  |
| Votos nulos | Votos nulos                                          | 1,454,031  | 8.14   | –0.41  |     |     |  |  |
| Votos emitidos | Votos emitidos                                       | 17,862,354 | 83.85  | –2.19  |     |     |  |  |
| Abstenciones | Abstenciones                                         | 3,439,551  | 16.15  | +2.19  |     |     |  |  |
| Votantes registrados | Votantes registrados                                 | 21,301,905 |        |        |     |     |  |  |
| |                                                      |            |        |        |     |     |  |  |
| Fuente: |                                                      |            |        |        |     |     |  |  |
| Notas al pie: 1 No incluye resultados en Arequipa, Cusco y Junín. 2 Comparado con los resultados del Partido Aprista Peruano (APRA) en Junín en las elecciones de 2010. 3 Comparado con los resultados del Partido Aprista Peruano (APRA) en Arequipa en las elecciones de 2010. 4 No incluye resultados en Arequipa y Ayacucho. 5 Comparado con los resultados de Alianza para el Progreso (APP) en Ayacucho en las elecciones de 2010. 6 Comparado con los resultados de Alianza para el Progreso (APP) en Arequipa en las elecciones de 2010. 7 No incluye resultados en Áncash y Lambayeque. 8 Comparado con los resultados de Fuerza Popular (FP) en Lambayeque en las elecciones de 2010. 9 Comparado con los resultados de Fuerza Popular (FP) en Áncash en las elecciones de 2010. 10 Comparado con los resultados de Movimiento Independiente Chim Pum Callao (Chim Pum Callao) en las elecciones de 2010. 11 Comparado con los resultados de Cambio 90 (C90) en las elecciones de 2010. 12 No incluye resultados en Piura. 13 Comparado con los resultados del Partido Popular Cristiano (PPC) en Piura en las elecciones de 2010. 14 Comparado con los resultados de Fonavistas del Perú (FDP) en las elecciones de 2010. No incluye resultados en Callao. 15 No incluye resultados en Callao. 16 No incluye resultados en Cusco. 17 Comparado con los resultados del Partido Aprista Peruano (APRA) y Restauración Nacional (RN) en Cusco en las elecciones de 2010 18 Comparado con los resultados de Perú Posible (PP) en Callao en las elecciones de 2010. 19 Comparado con los resultados de Fonavistas del Perú (FDP) en Callao en las elecciones de 2010. |                                                      |            |        |        |     |     |  |  |
| Notas al pie: |                                                      |            |        |        |     |     |  |  |
| 1 No incluye resultados en Arequipa, Cusco y Junín. 2 Comparado con los resultados del Partido Aprista Peruano (APRA) en Junín en las elecciones de 2010. 3 Comparado con los resultados del Partido Aprista Peruano (APRA) en Arequipa en las elecciones de 2010. 4 No incluye resultados en Arequipa y Ayacucho. 5 Comparado con los resultados de Alianza para el Progreso (APP) en Ayacucho en las elecciones de 2010. 6 Comparado con los resultados de Alianza para el Progreso (APP) en Arequipa en las elecciones de 2010. 7 No incluye resultados en Áncash y Lambayeque. 8 Comparado con los resultados de Fuerza Popular (FP) en Lambayeque en las elecciones de 2010. 9 Comparado con los resultados de Fuerza Popular (FP) en Áncash en las elecciones de 2010. 10 Comparado con los resultados de Movimiento Independiente Chim Pum Callao (Chim Pum Callao) en las elecciones de 2010. 11 Comparado con los resultados de Cambio 90 (C90) en las elecciones de 2010. 12 No incluye resultados en Piura. 13 Comparado con los resultados del Partido Popular Cristiano (PPC) en Piura en las elecciones de 2010. 14 Comparado con los resultados de Fonavistas del Perú (FDP) en las elecciones de 2010. No incluye resultados en Callao. 15 No incluye resultados en Callao. 16 No incluye resultados en Cusco. 17 Comparado con los resultados del Partido Aprista Peruano (APRA) y Restauración Nacional (RN) en Cusco en las elecciones de 2010 18 Comparado con los resultados de Perú Posible (PP) en Callao en las elecciones de 2010. 19 Comparado con los resultados de Fonavistas del Perú (FDP) en Callao en las elecciones de 2010.               |                                                      |            |        |        |     |     |  |  |

### Resultados por provincia
La siguiente tabla enumera el control partidario de las provincias donde se ubican las capitales así como las más pobladas de cada departamento, además de aquellas con una población por encima o alrededor de 72 000. El cambio de mando de una organización política se resalta del color de ese partido.
| Provincia               | Población | Alcalde(sa) titular                 | Partido político | Partido político                  | Alcalde(sa) electo(a)      | Partido político | Partido político                   |
| ----------------------- | --------- | ----------------------------------- | ---------------- | --------------------------------- | -------------------------- | ---------------- | ---------------------------------- |
| Lima                    | 8 755 262 | Susana Villarán de La Puente        |                  | Fuerza Social                     | Luis Castañeda Lossio      |                  | Solidaridad Nacional               |
| Callao                  | 996 455   | Juan Sotomayor García               |                  | Chim Pum Callao                   | Juan Sotomayor García      |                  | Vamos Perú - Chim Pum Callao       |
| Arequipa                | 958 351   | Alfredo Zegarra Tejada              |                  | Arequipa Renace                   | Alfredo Zegarra Tejada     |                  | Arequipa Renace                    |
| Trujillo                | 942 729   | Gloria Montenegro Figueroa          |                  | Alianza para el Progreso          | Elidio Espinoza Quispe     |                  | Desarrollo con Seguridad           |
| Chiclayo                | 850 484   | Roberto Torres Gonzales             |                  | Manos Limpias                     | David Cornejo Chinguel     |                  | Alianza para el Progreso           |
| Piura                   | 754 849   | Ruby Rodríguez de Aguilar           |                  | Obras + Obras                     | Óscar Miranda Martino      |                  | Unión Democrática del Norte        |
| Maynas                  | 559 112   | Charles Zevallos Eyzaguirre         |                  | Integración Loretana              | Adela Jiménez Mera         |                  | Integración Loretana               |
| Huancayo                | 501 384   | Dimas Aliaga Castro                 |                  | Alianza Regional Junín Sostenible | Alcides Chamorro Balbín    |                  | Junín Sostenible con su Gente      |
| Cusco                   | 442 629   | Luis Florez García                  |                  | Patria Arriba Perú Adelante       | Carlos Moscoso Perea       |                  | Kausachun Cusco                    |
| Santa                   | 434 646   | Luis Arroyo Rojas                   |                  | Cuenta Conmigo                    | Victoria Espinoza García   |                  | Río Santa Caudaloso                |
| Cajamarca               | 381 725   | Ramiro Bardales Vigo                |                  | Restauración Nacional             | Manuel Becerra Vilchez     |                  | Fuerza Popular                     |
| Coronel Portillo        | 374 033   | Víctor Yamashiro Shimabukuro        |                  | Esfuerzo Unidos                   | Antonio Marino Panduro     |                  | Todos Somos Ucayali                |
| Ica                     | 358 162   | Mariano Nacimiento Quispe           |                  | Partido Regional de Integración   | Carlos Ramos Loayza        |                  | Obras por la Modernidad            |
| Sullana                 | 314 969   | Jorge Camino Calle                  |                  | Unidos Construyendo               | Guillermo Távara Polo      |                  | Unión Democrática del Norte        |
| Tacna                   | 312 311   | Fidel Carita Monroy                 |                  | Tacna en Acción                   | Luis Torres Robledo        |                  | Tacna Unida                        |
| Huánuco                 | 307 506   | Jesús Giles Alipázaga               |                  | Somos Perú                        | Aníbal Solórzano Ponce     |                  | Integración Descentralista         |
| Lambayeque              | 293 841   | Percy Ramos Puelles                 |                  | Partido Aprista Peruano           | Ricardo Velezmoro Ruiz     |                  | Alianza para el Progreso           |
| San Román               | 287 823   | David Mamani Paricahua              |                  | Siempre Unidos                    | Oswaldo Marín Quiro        |                  | Integración para la Cooperación    |
| Huamanga                | 271 411   | Pánfilo Huancahuari Tueros          |                  | Todos con Ayacucho                | Salomón Aedo Mendoza       |                  | Alianza Renace Ayacucho            |
| Satipo                  | 264 455   | César Merea Tello                   |                  | Fuerza 2011                       | José Zevallos Ramírez      |                  | Junín Sostenible con su Gente      |
| Puno                    | 247 151   | Luis Butrón Castillo                |                  | Frente Amplio para el Desarrollo  | Iván Flores Quispe         |                  | Fuente de Integración Andina       |
| Cañete                  | 229 693   | María Montoya Conde                 |                  | Patria Joven                      | Alexander Bazán Guzmán     |                  | Unidad Cívica Lima                 |
| Huaura                  | 217 102   | Santiago Cano La Rosa               |                  | Alianza para el Progreso          | Jorge Barba Mitrani        |                  | Concertación para el Desarrollo    |
| Chincha                 | 215 170   | Lucio Juárez Ochoa                  |                  | Alianza Regional Independiente    | César Carranza Falla       |                  | Obras por la Modernidad            |
| Chanchamayo             | 200 426   | Hung Won Jung                       |                  | Fuerza 2011                       | Hung Won Jung              |                  | Fuerza Popular                     |
| Jaén                    | 198 877   | Gilmer Fernández Rojas              |                  | Frente Regional de Cajamarca      | Walter Prieto Maitre       |                  | Cajamarca Siempre Verde            |
| Huaral                  | 187 779   | Jaime Uribe Ochoa                   |                  | Concertación para el Desarrollo   | Ana Kobayashi Kobayashi    |                  | Concertación para el Desarrollo    |
| San Martín              | 184 662   | Walter Grundel Jiménez              |                  | Alianza para el Progreso          | Walter Grundel Jiménez     |                  | Alianza para el Progreso           |
| La Convención           | 179 775   | Fedia Castro Melgarejo de Gutiérrez |                  | Somos Perú                        | Wilfredo Alagón Mora       |                  | Fuerza Inka Amazónica              |
| Chota                   | 165 773   | Jeiner Julón Díaz                   |                  | Tierra y Libertad                 | Neptali Ticlla Rafael      |                  | Movimiento de Afirmación Social    |
| Andahuaylas             | 166 639   | Óscar Rojas Palomino                |                  | Movimiento Popular Kallpa         | Narciso Campos Truyenque   |                  | Unión por el Perú                  |
| Huaraz                  | 164 768   | Vladimir Meza Villarreal            |                  | Nueva Esperanza Regional          | Alberto Espinoza Cerrón    |                  | Renovación Ancashina               |
| Tumbes                  | 162 879   | Isabel Jiménez Gonzales             |                  | Restauración Nacional             | Manuel De Lama Hirsh       |                  | Alianza para el Progreso           |
| Morropón                | 157 123   | José Montenegro Castillo            |                  | Unidad Regional                   | José Montenegro Castillo   |                  | Región para Todos                  |
| Huancavelica            | 157 031   | Leoncio Huayllani Taype             |                  | Movimiento Regional AYNI          | Julio Chumbes Carbajal     |                  | Independiente Regional AYLLU       |
| Pasco                   | 156 981   | Jhoni Ventura Rivadeneira           |                  | Somos Perú                        | Rudy Callupe Gora          |                  | Solidaridad Nacional               |
| Sánchez Carrión         | 152 720   | Luis Rebaza Chávez                  |                  | Perú Posible - Súmate             | Carlos Rebaza López        |                  | Alianza para el Progreso           |
| Chucuito                | 147 694   | Juan Aguilar Olivera                |                  | Acción Popular                    | Juan Aquino Condori        |                  | Fuente de Integración Andina       |
| San Ignacio             | 147 465   | Carlos Martínez Solano              |                  | Fuerza Campesina                  | Juventino Gómez Torres     |                  | Fuerza Social Cajamarca            |
| Barranca                | 145 238   | Romel Ullilen Vega                  |                  | Concertación para el Desarrollo   | José Marreros Saucedo      |                  | Alianza para el Progreso           |
| Moyobamba               | 144 216   | Víctor del Castillo Reátegui        |                  | Partido Aprista Peruano           | Oswaldo Jiménez Salas      |                  | Nueva Amazonía                     |
| Cutervo                 | 141 705   | Raúl Pinedo Vásquez                 |                  | Fuerza 2011 - Cajamarca Siempre   | Aníbal Pedraza Aguilar     |                  | Movimiento de Afirmación Social    |
| Ayabaca                 | 141 108   | Humberto Marchena Villegas          |                  | Unidad Popular Regional           | Humberto Marchena Villegas |                  | Alternativa de Paz                 |
| Azángaro                | 137 579   | Efraín Murillo Quispe               |                  | Reforma Regional Andina           | Isidro Solórzano Pinaya    |                  | Integración para la Cooperación    |
| Pisco                   | 134 841   | Jesús Echegaray Nieto               |                  | Fuerza Regional Progresista       | Tomás Andía Crisóstomo     |                  | Partido Regional de Integración    |
| Talara                  | 132 878   | Rogelio Trelles Saavedra            |                  | Unidos Construyendo               | José Bolo Bancayán         |                  | Unión Democrática del Norte        |
| Leoncio Prado           | 132 352   | Pascual Guzmán Alfaro               |                  | Hechos y No Palabras              | Juan Picón Quedo           |                  | Unidos por Huánuco                 |
| Paita                   | 127 496   | Porfirio Meca Andrade               |                  | Fuerza Provincial Paiteña         | Luis Dioses Guzmán         |                  | Somos Perú                         |
| Huancabamba             | 126 960   | Wilson Ibañez Ibañez                |                  | AGRO SÍ                           | Marco Velasco García       |                  | Fuerza Regional                    |
| Rioja                   | 125 715   | Mercedes Torres Chávez              |                  | Nueva Amazonía                    | Mercedes Torres Chávez     |                  | Nueva Amazonía                     |
| Ascope                  | 120 534   | José Castillo Pérez                 |                  | Partido Aprista Peruano           | Samuel Leiva López         |                  | Alianza para el Progreso           |
| Alto Amazonas           | 119 257   | Juan Mesía Camus                    |                  | Mi Loreto                         | Edwer Tuesta Hidalgo       |                  | Acción Popular                     |
| Utcubamba               | 118 714   | Milecio Vallejos Bravo              |                  | Surge Amazonas                    | Manuel Izquierdo Alvarado  |                  | Sentimiento Amazonense Regional    |
| Virú                    | 111 559   | José Urcia Cruz                     |                  | Perú Posible - Súmate             | Ney Gámez Espinoza         |                  | Partido Aprista Peruano            |
| Tarma                   | 109 227   | Luis Morales Nieva                  |                  | Convergencia Regional             | Luis Palomino Cerrón       |                  | Junín Sostenible con su Gente      |
| Tayacaja                | 107 745   | Carlos Común Gavilán                |                  | Trabajando para Todos             | Moisés Vila Escobar        |                  | Movimiento Regional AYNI           |
| Huanta                  | 106 566   | Carlos Rúa Carbajal                 |                  | Musuq Ñan                         | Percy Bermudo Valladares   |                  | Alianza Renace Ayacucho            |
| Abancay                 | 106 076   | Noé Villavicencio Ampuero           |                  | Poder Popular Andino              | José Campos Céspedes       |                  | Movimiento Popular Kallpa          |
| Ferreñafe               | 106 024   | Alejandro Muro Távara               |                  | Alianza para el Progreso          | Alejandro Muro Távara      |                  | Alianza para el Progreso           |
| Pacasmayo               | 103 331   | Frederihs Buchelli Torres           |                  | Partido Aprista Peruano           | Roland Aldea Huamán        |                  | Alianza para el Progreso           |
| Canchis                 | 102 406   | Ricardo Cornejo Sánchez             |                  | Movimiento Regional PAN           | Manuel Zvietcovich Álvarez |                  | Acuerdo Popular Unificado          |
| Hualgayoc               | 101 597   | Hernán Vásquez Saavedra             |                  | Perú Posible                      | Edy Benavides Ruiz         |                  | Luchemos por Cajamarca             |
| Tambopata               | 96 938    | Aldo Rengifo Kahn                   |                  | Justicia Regional                 | Alain Gallegos Moreno      |                  | Amor por Madre de Dios             |
| Celendín                | 95 624    | Mauro Arteaga García                |                  | Movimiento de Afirmación Social   | Jorge Urquía Sánchez       |                  | Movimiento de Afirmación Social    |
| Carabaya                | 92 801    | Augusto Gutiérrez Rodrigo           |                  | Moral y Desarrollo                | Edward Rodríguez Mendoza   |                  | Integración para la Cooperación    |
| Oxapampa                | 91 979    | Ángel Flores Sarmiento              |                  | Fuerza 2011                       | Pedro Ubaldo Polinar       |                  | Pasco Verde                        |
| Otuzco                  | 91 913    | Heli Verde Rodríguez                |                  | Partido Humanista Peruano         | Luis Rodríguez Rodríguez   |                  | Restauración Nacional              |
| Caylloma                | 91 603    | Élmer Cáceres Llica                 |                  | Arequipa Avancemos                | Rómulo Tinta Cáceres       |                  | Arequipa Tradición y Futuro        |
| Quispicanchi            | 89 359    | Graciano Mandura Crispín            |                  | Autogobierno Ayllu                | Hilton Nahuamel Uscamayta  |                  | Acuerdo Popular Unificado          |
| La Mar                  | 88 214    | Ciro Gavilán Palomino               |                  | Musuq Ñan                         | Omar Flores Yaros          |                  | Musuq Ñan                          |
| Pataz                   | 87 268    | Mesías Ramos Cueva                  |                  | Alianza para el Progreso          | Robert Bogarín Vigo        |                  | Acción Popular                     |
| Chepén                  | 86 031    | Ofronio Quesquén Terrones           |                  | Partido Aprista Peruano           | Nelson Kcomt Che           |                  | Fuerza Chepén                      |
| Jauja                   | 85 381    | Sabino Mayor Morales                |                  | Acción Popular                    | Iván Torres Acevedo        |                  | Partido Aprista - Juntos por Junín |
| El Collao               | 85 011    | Mario Huanca Flores                 |                  | Movimiento Agrario Puneño         | Santos Apaza Cárdenas      |                  | Fuente de Integración Andina       |
| Lamas                   | 84 597    | Fernando del Castillo Tang          |                  | Fuerza Comunal                    | Fernando del Castillo Tang |                  | Fuerza Comunal                     |
| Chumbivilcas            | 82 257    | Florentino Laime Mantilla           |                  | Inka Pachakuteq                   | David Vera Castillo        |                  | Unión por el Perú                  |
| Huarochirí              | 80 854    | Rosa Vásquez Cuadrado               |                  | Concertación para el Desarrollo   | Hugo González Carhuavilca  |                  | Patria Joven                       |
| Mariscal Nieto          | 80 600    | Alberto Coayla Vilca                |                  | Avancemos por la Unidad           | Hugo Quispe Mamani         |                  | Integración para el Desarrollo     |
| Cajabamba               | 80 240    | Wilson Pesantes Alanyo              |                  | Gloriabamba                       | José Gamboa Hilario        |                  | Cajamarca Siempre Verde            |
| Bagua                   | 77 135    | Ferry Torres Huamán                 |                  | Juntos por Amazonas               | William Segura Vargas      |                  | Sentimiento Amazonense Regional    |
| Melgar                  | 77 111    | Luciano Huahuasoncco Hancco         |                  | Reforma Regional Andina           | Victor Huallpa Quispe      |                  | Frente Amplio para el Desarrollo   |
| Acobamba                | 76 826    | Edwin Olivera Ramírez               |                  | Movimiento Regional AYNI          | Alvar Capcha Ortiz         |                  | Independiente Regional AYLLU       |
| Huamalíes               | 74 897    | Lincoln Ortega Sánchez              |                  | Luchemos por Huánuco              | Ciro Trinidad Rojas        |                  | Integración Descentralista         |
| Sechura                 | 74 113    | José Pazo Nunura                    |                  | Partido Humanista Peruano         | Armando Arévalo Zeta       |                  | Mar Sechurano                      |
| Calca                   | 73 675    | Ciriaco Condori Cruz                |                  | Movimiento Regional PAN           | Guido Álvarez Chávez       |                  | Acuerdo Popular Unificado          |
| Requena                 | 73 632    | Marden Paredes Sandoval             |                  | Fuerza Loretana                   | Marden Paredes Sandoval    |                  | Fuerza Loretana                    |
| Ucayali                 | 72 726    | Allan Ruiz Vega                     |                  | Mi Loreto                         | Paquito Ramírez Gratelly   |                  | Fuerza Loretana                    |
| Tocache                 | 72 690    | Corina de la Cruz Yupanqui          |                  | Despertar Nacional                | David Bazán Arévalo        |                  | Fuerza Comunal                     |
| Pachitea                | 71 162    | Cayo Rojas Rivera                   |                  | Hechos y No Palabras              | Juan Díaz Vega             |                  | Frente Amplio Regional             |
| Mariscal Ramón Castilla | 70 974    | Julio Kahn Noriega                  |                  | Fuerza Loretana                   | Julio Kahn Noriega         |                  | Fuerza Loretana                    |
| Loreto                  | 70 689    | Darwin Grandez Ruiz                 |                  | Mi Loreto                         | Manuel Cárdenas Soria      |                  | Integración Loretana               |
| Ilo                     | 70 033    | Jaime Valencia Ampuero              |                  | Frente de Integración Regional    | Willam Valdivia Dávila     |                  | Nuestro Ilo - Moquegua             |
| Sandia                  | 69 777    | Isaac Choque Apaza                  |                  | Moral y Desarrollo                | Miguel Quispe Tipo         |                  | Integración para la Cooperación    |
| Espinar                 | 68 913    | Óscar Mollohuanca Cruz              |                  | Tierra y Libertad Cusco           | Manuel Salinas Zapata      |                  | Siempre Unidos                     |
| Lucanas                 | 67 739    | Wilber Velarde Rojas                |                  | Todos con Ayacucho                | Wilber Velarde Rojas       |                  | Alianza Renace Ayacucho            |
| Chachapoyas             | 55 091    | Diógenes Zavaleta Tenorio           |                  | Fuerza Amazonense                 | Diógenes Zavaleta Tenorio  |                  | Fuerza Amazonense                  |

## Elecciones municipales distritales

### Sumario general
| Partidos y coaliciones | Partidos y coaliciones             | Voto popular | Voto popular | Voto popular | Alcaldías | Alcaldías |
| Partidos y coaliciones | Partidos y coaliciones             | Votos        | %            | ±pp          | Total     | +/−       |
| --- | ---------------------------------- | ------------ | ------------ | ------------ | --------- | --------- |
| | Acción Popular (AP)                |              |              |              |           |           |
| | Alianza para el Progreso (APP)     |              |              |              |           |           |
| | Democracia Directa (DD)1           |              |              |              |           |           |
| | Frente Amplio (FA)                 |              |              |              |           |           |
| | Fuerza Popular (FP)2               |              |              |              |           |           |
| | Partido Aprista Peruano (APRA)     |              |              |              |           |           |
| | Partido Humanista Peruano (PHP)    |              |              |              |           |           |
| | Partido Nacionalista Peruano (PNP) |              |              |              |           |           |
| | Partido Popular Cristiano (PPC)    |              |              |              |           |           |
| | Perú Patria Segura (PPS)3          |              |              |              |           |           |
| | Perú Posible (PP)                  |              |              |              |           |           |
| | Restauración Nacional (RN)         |              |              |              |           |           |
| | Siempre Unidos (SU)                |              |              |              |           |           |
| | Solidaridad Nacional (SN)          |              |              |              |           |           |
| | Somos Perú (SP)                    |              |              |              |           |           |
| | Unión por el Perú (UPP)            |              |              |              |           |           |
| | Vamos Perú (VP)                    |              |              |              |           |           |
| | Independientes                     |              |              |              |           |           |
| |                                    |              |              |              |           |           |
| Total |                                    |              |              |              |           |           |
| |                                    |              |              |              |           |           |
| Votos válidos |                                    |              |              |              |           |           |
| Votos en blanco |                                    |              |              |              |           |           |
| Votos nulos |                                    |              |              |              |           |           |
| Votos emitidos |                                    |              |              |              |           |           |
| Abstenciones |                                    |              |              |              |           |           |
| Votantes registrados |                                    |              |              |              |           |           |
| |                                    |              |              |              |           |           |
| Fuente: |                                    |              |              |              |           |           |
| Notas al pie: 1 Comparado con los resultados de Fonavistas del Perú (FDP) en las elecciones de 2010. 2 Comparado con los resultados de Fuerza 2011 (F2011) en las elecciones de 2010. 3 Comparado con los resultados de Cambio 90 (C90) en las elecciones de 2010. |                                    |              |              |              |           |           |
| Notas al pie: |                                    |              |              |              |           |           |
| 1 Comparado con los resultados de Fonavistas del Perú (FDP) en las elecciones de 2010. 2 Comparado con los resultados de Fuerza 2011 (F2011) en las elecciones de 2010. 3 Comparado con los resultados de Cambio 90 (C90) en las elecciones de 2010.               |                                    |              |              |              |           |           |

## Datos
En estas elecciones Luisa Revilla fue elegida regidora del distrito de La Esperanza en la provincia de Trujillo, lo que la convierte en la primera concejala abiertamente transexual del Perú. También Víctor Manuel Nieves Pinchi, de Alianza para el Progreso, obtuvo el cargo de regidor provincial de San Martín, lo que le hace ser la primera persona abiertamente homosexual en obtener un cargo público por elección.

## Gastos electorales
De acuerdo a la Ley de Partidos Políticos, Ley Nº 28094, artículo 71° del Reglamento de Financiamiento y Supervisión de Fondos Partidarios, las organizaciones políticas están obligadas a presentar informes de las aportaciones o ingresos recibidos y gastos realizadas durante la campaña electoral.
El financiamiento de los gastos electorales, conforme a la ley, puede ser privado o público, y este último, sea hace mediante financiamiento directo y indirecto.
Según los registros de la ONPE, los gastos efectuados por los partidos políticos para la elección de 2014 fueron los siguientes:
- Alianza para el Progreso: S/. 5 756 821.83
- Fuerza Popular: S/. 953 781.57
- Partido Aprista Peruano: S/. 785 749.80
- Perú Patria Segura: S/. 420 717.20
- Vamos Perú: S/. 385 343.09
- Partido Democrático Somos Perú: S/. 259 666.80
- Partido Popular Cristiano: S/. 260 027.79
- Partido Humanista Peruano: S/. 248 842,81
- Siempre Unidos: S/. 109 186.30
- Perú Posible: S/. 91 603.41
- Restauración Nacional: S/. 86 709.39
- Acción Popular: S/. 75 178.97
- El Frente Amplio por la Justicia, Vida y Libertad: S/. 46 272.79
- Partido Nacionalista Peruano: S/. 0
- Diálogo Vecinal: No presentó
- Unión por el Perú: No presentó
- Democracia Directa: No presentó